# ジャン＝ジャック・エンネル
ジャン＝ジャック・エンネル（Jean-Jacques Henner、1829年3月5日 - 1905年7月23日）はフランスの画家である。 芸術アカデミーの伝統を尊重する「アカデミック美術」の画家である。

## 略歴
オー＝ラン県のBernwillerで生まれた。アルトキルシュの画家、Charles Goutzwillerに絵を学んだ後、ストラスブールの美術学校で歴史画家のガブリエル＝クリストフ・ゲラン（Gabriel-Christophe Guérin）に学んだ。1846年にパリに出て、フランス国立高等美術学校（École nationale supérieure des beaux-arts）でミシェル・マルタン・ドロラン（Michel-Martin Drolling）やフランソワ＝エドゥアール・ピコ（François-Édouard Picot）に学んだ。この時代は主に肖像画を描いた。
1858年に有望な芸術家に与えられる奨学金付留学制度、ローマ賞を受賞し、メディチ荘 (Villa Medici)にあった在ローマ・フランス・アカデミー (Académie de France à Rome) に留学した。1865年までイタリアに滞在し、ティツィアーノ・ヴェチェッリオやコレッジョらのルネサンスの画家の絵に学んだ。
パリに帰国後、神話に題材をとった女性像や肖像画を描いて「世紀末」のパリで人気になった。パリのサロンで何度も入選し、1889年にアレクサンドル・カバネルの後任として芸術アカデミーの会員に選ばれた。レジオンドヌール勲章は1873年にシュバリエを受勲し、最終的に1903年にグラントフィシエを受勲した。
1921年にエンネルの姪によって美術館が作られ、1948年に国立の美術館、ジャン＝ジャック・エンネル美術館（Musée national Jean-Jacques Henner）となった。

## 作品

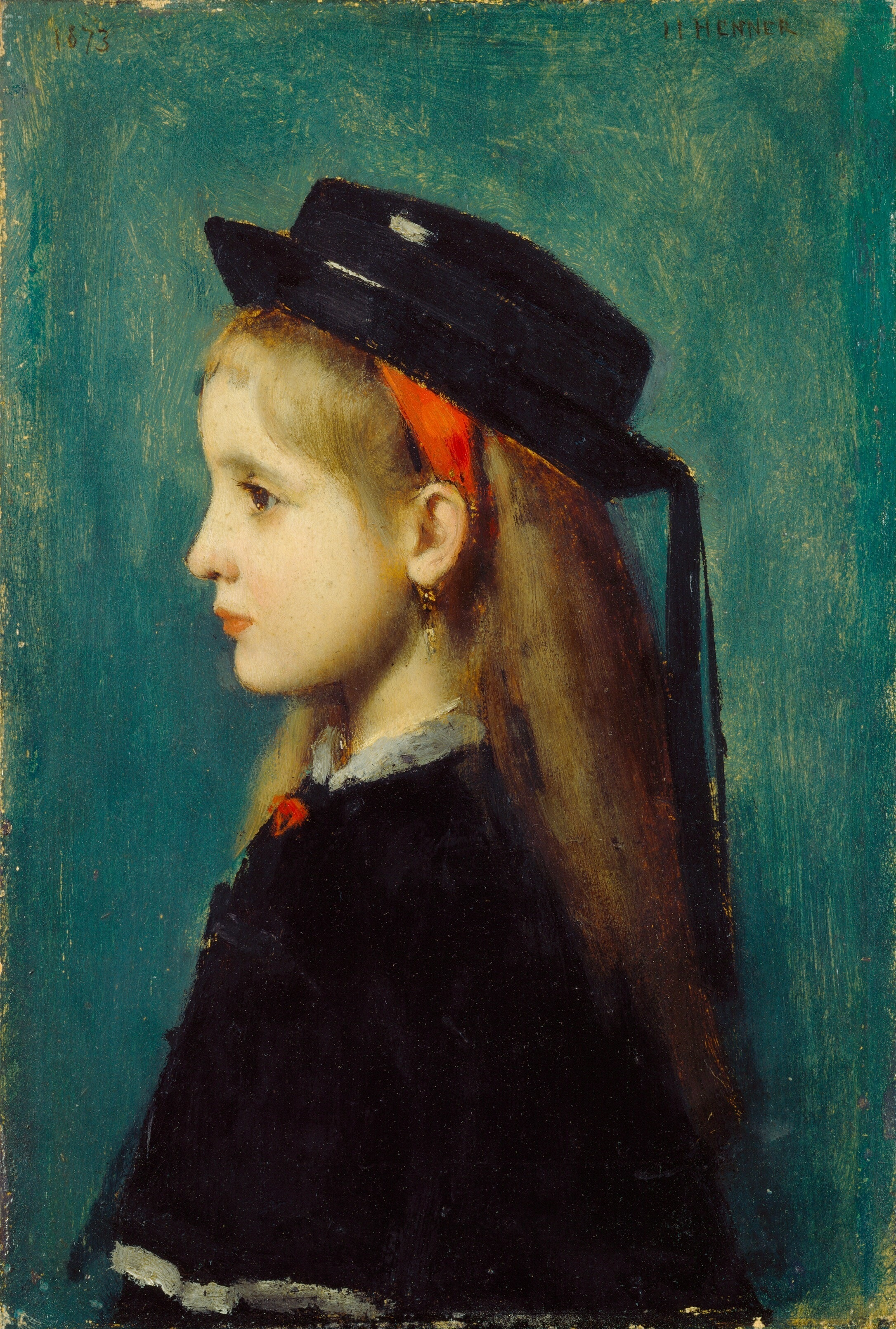
アルザスの娘
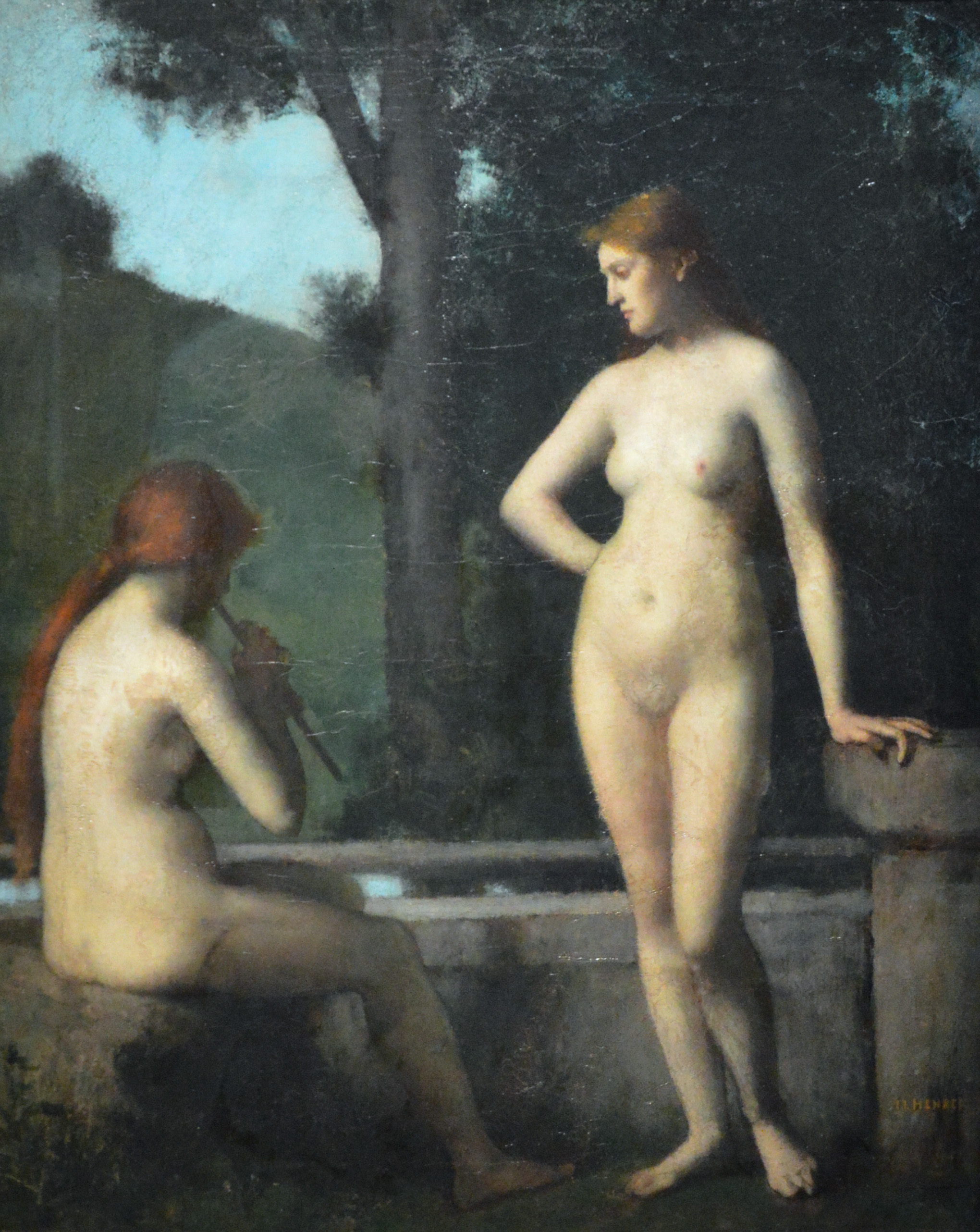
Idylle
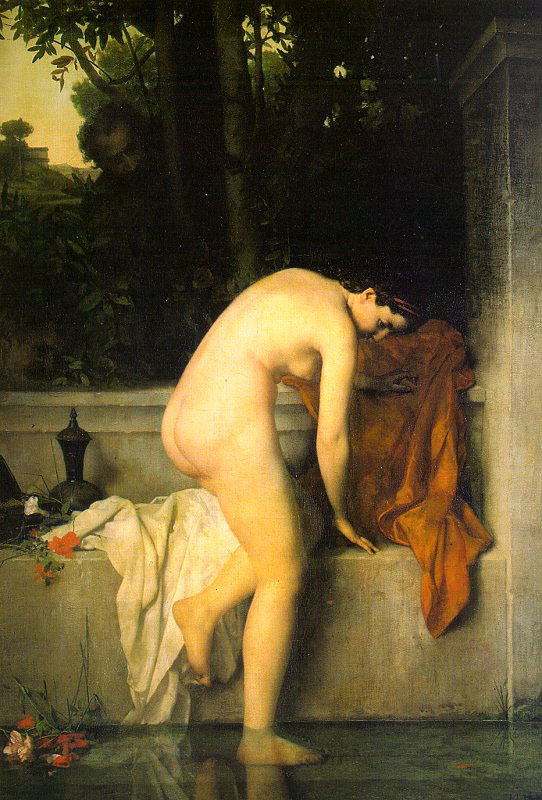
貞淑なスザンナ
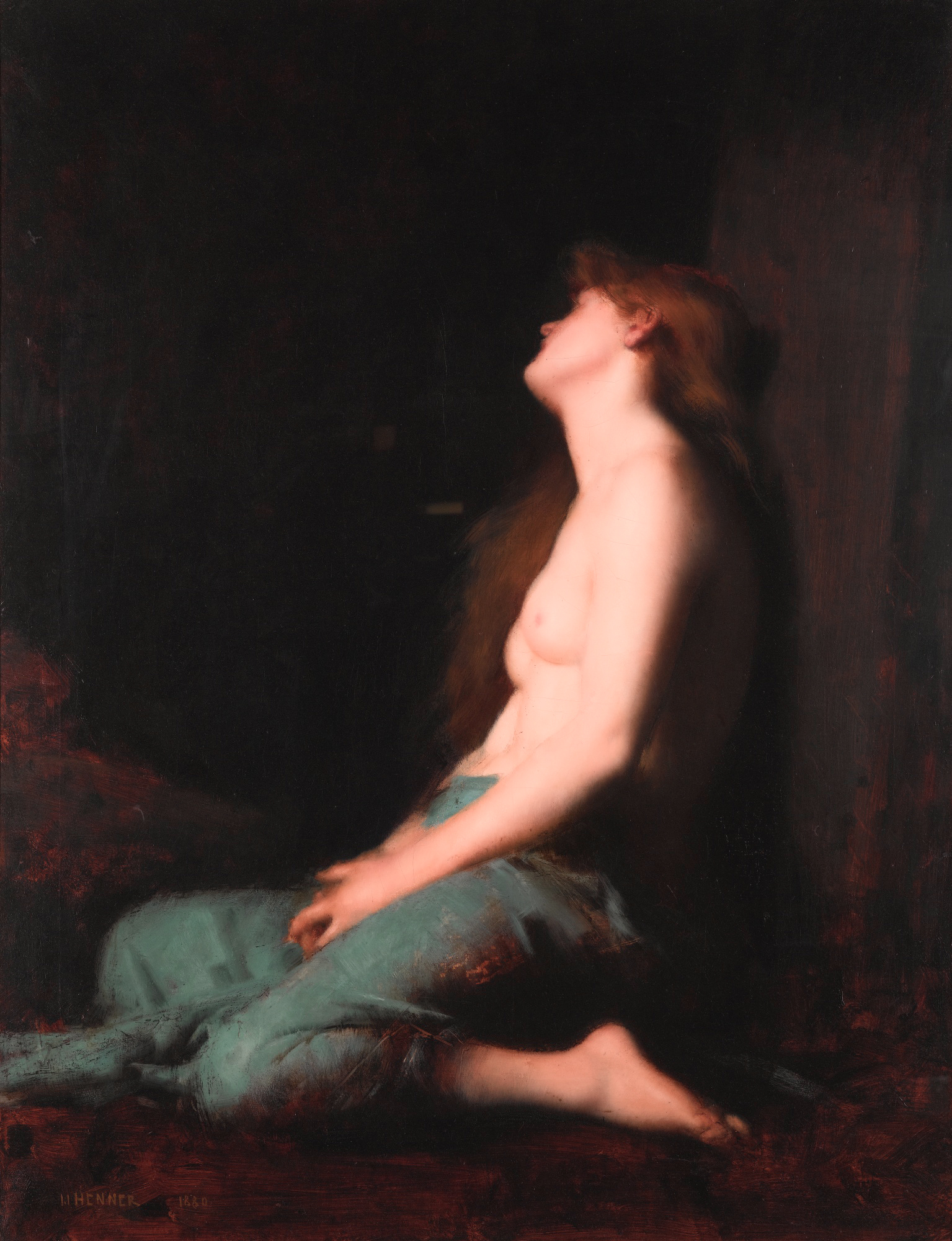
Solitude
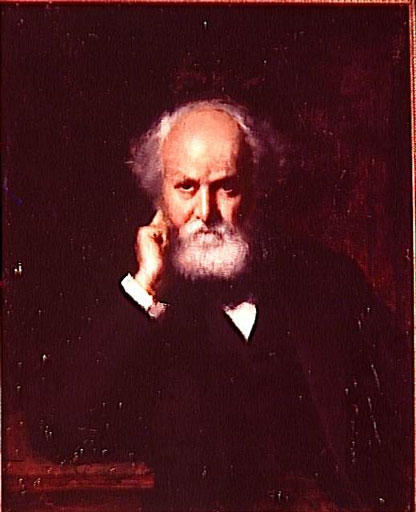
ピエール・ジャンサン(科学者)

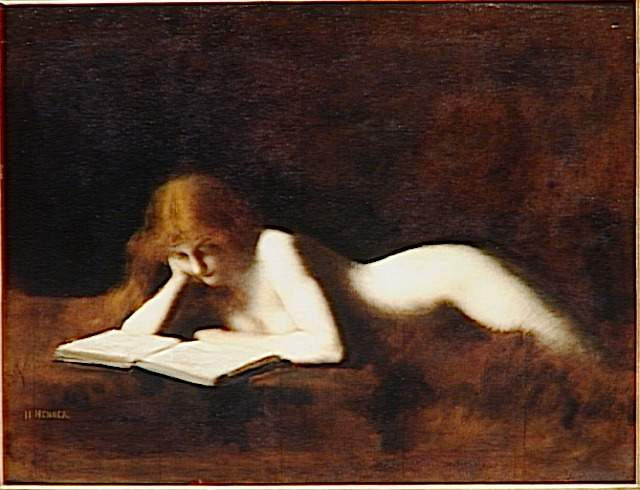
読書
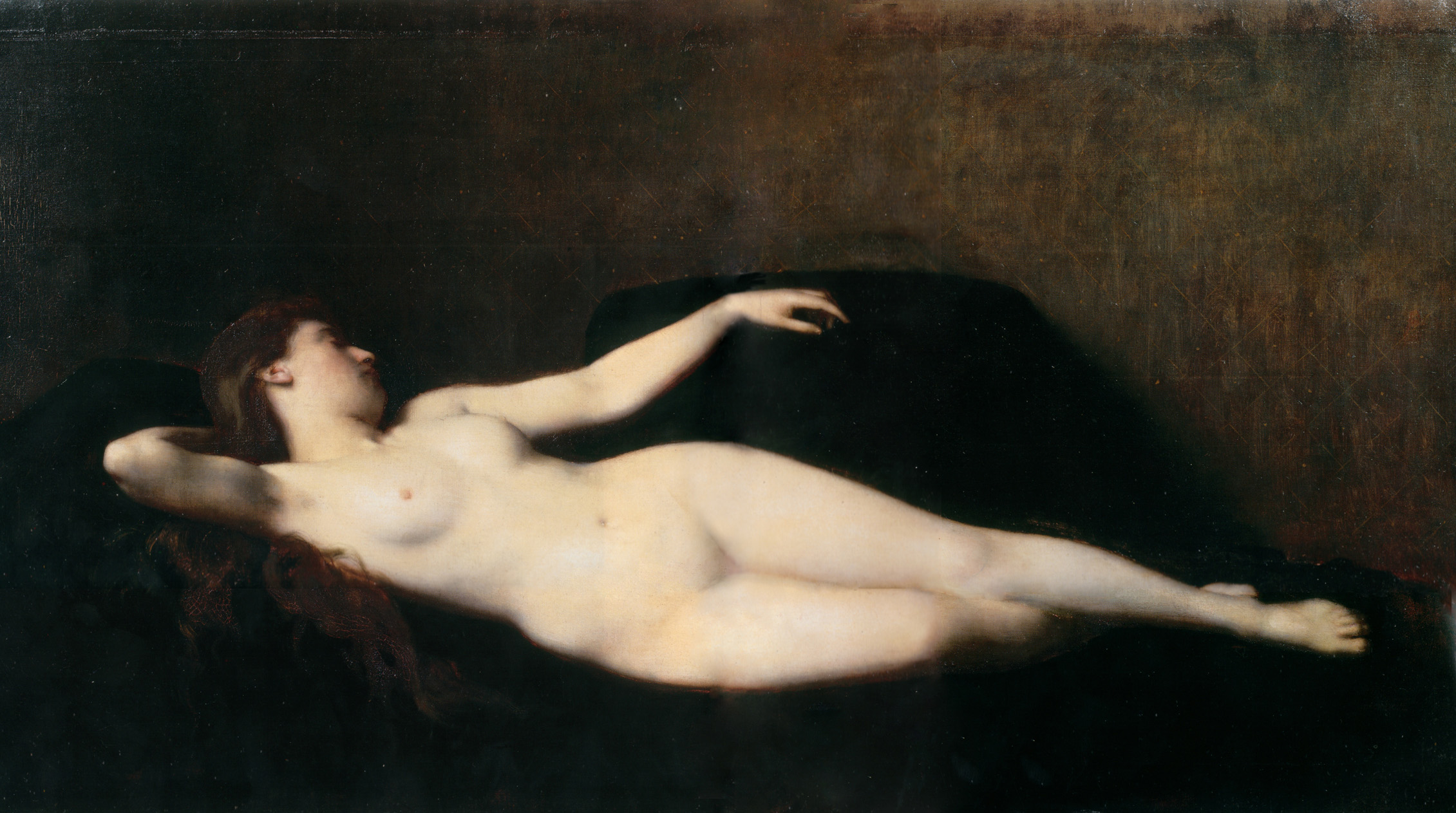
黒いソファに横たわる女性
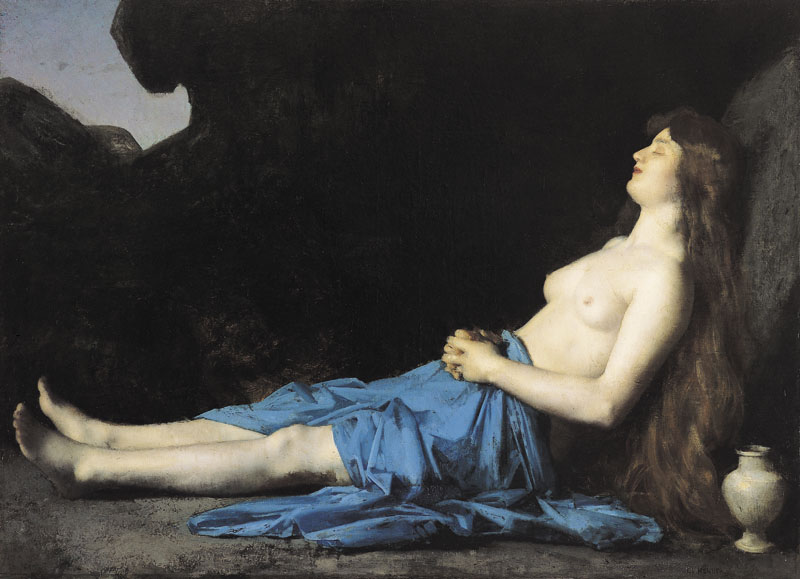
荒野のマグダラのマリア
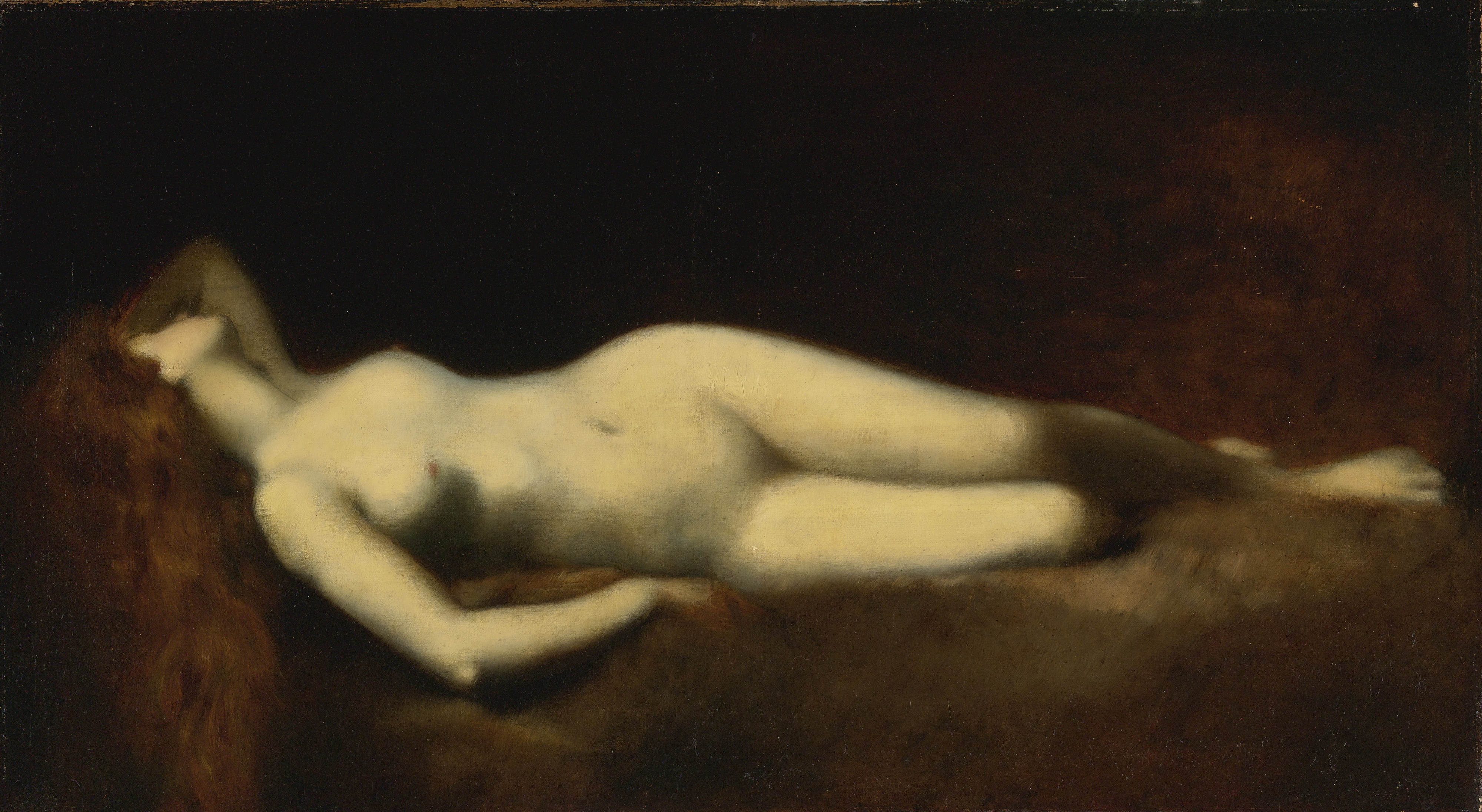
眠る女

## ジャン＝ジャック・エンネルが教えた学生
エンネルは官立美術学校（パリ国立高等美術学校）に入学を許されていなかった女性のために「l'atelier des dames（女性工房）」を開くなどした。エンネルに学んだ画家には以下のような画家がいる。
- ジョセフィーヌ・ウーセイ (1840-1914)
- ダニエル・ケクラン (1845-1914)
- ファニー・フルーリー (1846-1923)
- スザンネ・フォン・ナトゥジウス (1850-1929)
- ルイズ・アベマ (1853-1927)
- ドロシー・テナント (1855-1926)
- レオニー・ド・バゼレール((en) 1857-1926)
- オティリー・レーダーシュタイン (1859-1937)
- マドレーヌ・スミス＝ションピィオン((fr) 1864-1940)
- フアナ・ロマーニ(1869-1924)